# Tour de Kumano
O Tour de Kumano é uma corrida ciclista profissional por etapas japonesa que se disputa em Kumano e seus arredores na prefeitura de Mie no Japão.
Criada em 2006 como corrida amadora, desde 2008 faz parte do UCI Asia Tour, dentro da categoria 2.2 (última categoria do profissionalismo).

## Palmarés
Em amarelo: edição amador.
| Ano  | Ganhador             | Segundo              | Terceiro           |
| ---- | -------------------- | -------------------- | ------------------ |
| 2006 | Tomoya Kano          | Shinri Suzuki        | Kazuya Okazaki     |
| 2007 | Kazuhiro Mori        | Shinri Suzuki        | Yoshimitsu Tsuji   |
| 2008 | Miyataka Shimizu     | Satoshi Hirose       | Yukiya Arashiro    |
| 2009 | Valentin Iglinskiy   | Shinri Suzuki        | Dmitriy Fofonov    |
| 2010 | Andrey Mizourov      | Takashi Miyazawa     | Shinichi Fukushima |
| 2011 | Fortunato Baliani    | Miguel Ángel Rubiano | Taiji Nishitani    |
| 2012 | Fortunato Baliani    | Julián Arredondo     | Thomas Lebas       |
| 2013 | Julián Arredondo     | Fortunato Baliani    | Nathan Earle       |
| 2014 | Francisco Mancebo    | José Vicente Toribio | Cameron Bayly      |
| 2015 | Benjamín Prades      | Ilya Gorodnich       | Damien Monier      |
| 2016 | Óscar Pujol          | Benjamín Prades      | Thomas Lebas       |
| 2017 | José Vicente Toribio | Óscar Pujol          | Marcos García      |
| 2018 | Marc de Maar         | Benjamin Dyball      | Benjamín Prades    |
| 2019 | Orluis Aular         | Atsushi Oka          | Youcef Reguigui    |

## Palmarés por países
| País          | Vitórias |
| ------------- | -------- |
| Espanha       | 4        |
| Japão         | 3        |
| Itália        | 2        |
| Cazaquistão   | 2        |
| Colômbia      | 1        |
| Países Baixos | 1        |
| Venezuela     | 1        |